# Soulmusik

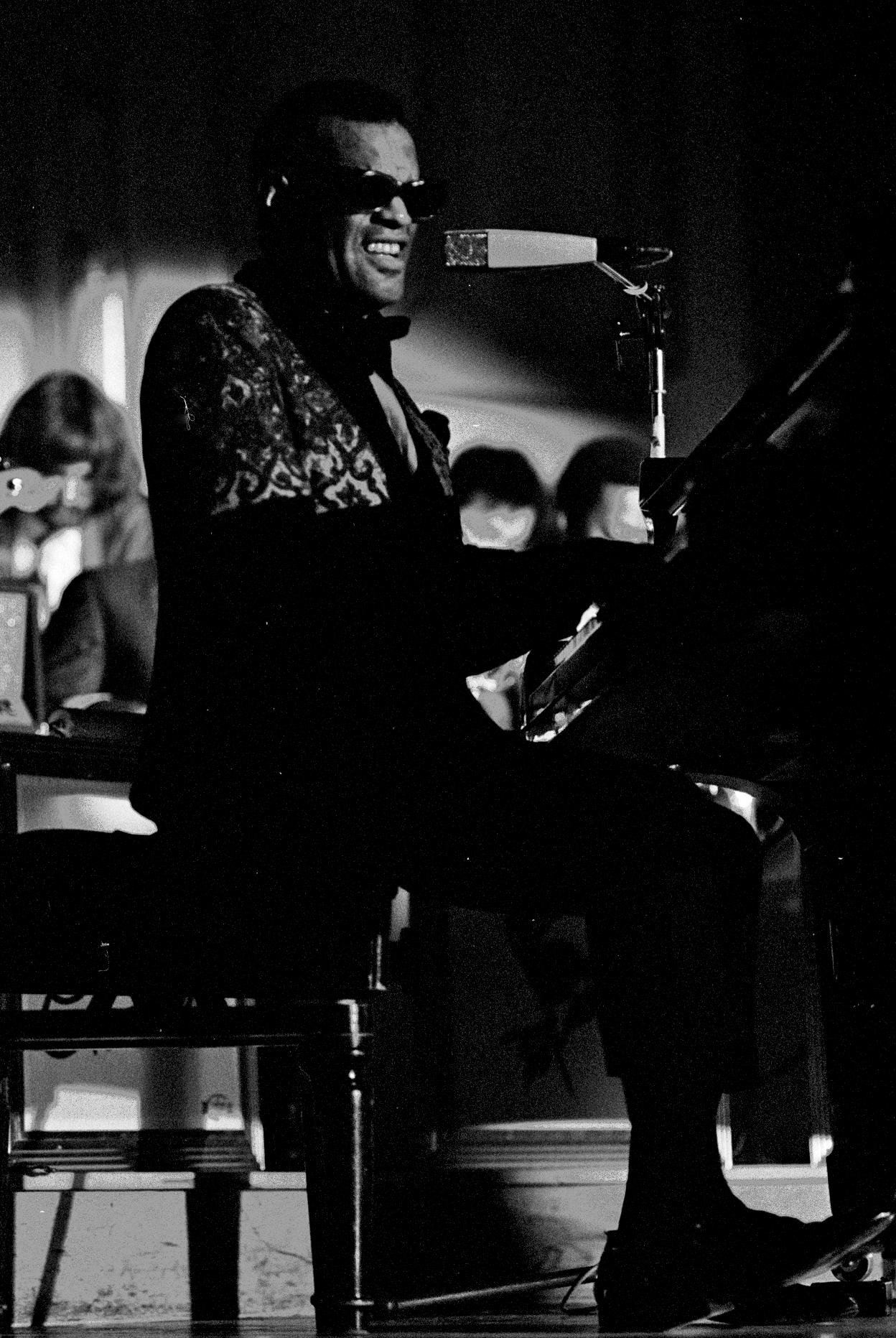
Ray Charles var en viktig musiker i soulmusikens utveckling ur den sakrala gospeln.

Soulmusik är en amerikansk musikgenre som utvecklades ur bluesen och gospeln i USA under 1950- och 60-talen och som sedan dess influerat en rad andra populära musikstilar. Soul är en sammansmältning av två av den svarta musiktraditionens mest bärande grenar – sakral gospel och profan rhythm & blues. Bland kända soulartister märks Amy Winehouse, Aretha Franklin, The Temptations, Wilson Pickett, Ray Charles, Sam Cooke, Marvin Gaye, Stevie Wonder, Otis Redding, The Four Tops och James Brown även kallad "The Godfather of Soul",

## Historik

### 1950-talet
Framväxten av soulmusik ur rhythm and blues och gospel på 1950-talet räknas mer som en skiftning av texternas betoningar än en ändring av de musikaliska elementen i gospelmusiken som det ibland påstås. Termen kom att användas av ett flertal gospelband under 1940- och 1950-talet, bland annat bandet Soul Stirrers. Det som främst skiljde gospel från soul var att de sångtekniker som använts i gospeln för att tidigare uttrycka sin spiritualitet användes nu istället för att förstärka och uttrycka tillgivenhet och passion i en sekulär kontext. Texterna kunde gå utanför de religiösa ramarna, vilket gjorde att till exempel mer sexuella eller kärleksfulla betoningar framträdde. 
Clyde McPhatter var den första rhythm and blues-artisten som fick uppmärksamhet för denna teknik och var frontman för många inspelningar under 1950-talet med Billy Ward and his Dominoes. Ray Charles inspirerades av McPhatters innovationer och gjorde en serie inspelningar i mitten av 1950-talet för vilka han har kommit att anses vara den första soulartisten. Charles var den som på allvar sekulariserade gospelmusiken och hans genombrottslåt "What'd I Say" (1959) är ett bra exempel på gospelns växelsångsteknik kombinerad med en sexuellt laddad låttext.

### 1960-talet
Under 1960-talet syntes en dramatisk ökning i gospel-influerade inspelningar. Artister, låtskrivare och skivbolag började skapa ett mer definierat sound som kom att representeras av samlingsnamnet soul. Tidiga verk som "Cry to Me" (1962) av Solomon Burke, "These Arms of Mine" (1963) av Otis Redding och "I Found a Love", (1962) av The Falcons spelades in på independentbolag som Atlantic records och Stax records, samt marknadsfördes senare mot en stor afroamerikansk publik. Kombinerad med tidigare stilbildare såsom Ray Charles, Sam Cooke och James Brown fick genren ett definierat sound under denna period.
När termen soulmusik blev mer mainstream, bröt sig den afroamerikanska populärmusiken loss från 1950-talets rhythm-and-blues och skapade ett mer distinkt sound. Det uppstod två huvudriktningar inom genren under 1960-talet. Det var därför just denna kom till staden: en "down-home" eller Memphis-soul som var en söderninfluerad, råare gren. Den distribuerades främst av Stax och Atlantic. Den andra grenen var en mer dansant “uptown”- eller Motownsoul identifierad med Motown records från Detroit. 
I kombineration med livssituationen med det politiska förtrycket av afroamerikaner under 1960-talet utvecklades även soulen som uttrycksform till att känna social och kulturell solidaritet samt hade stark anknytning till Medborgarrättsrörelsen.

Soulmusikhistorikern Michael Harlambos förklarar det på följande sätt: 
"Reflecting and encouraging black pride, soul is an important psychological component of the black struggle. It is a diffuse, almost mystical concept, and its emphasis on subjective qualities – you have to feel it – encourages emotial commitment to it...Its diffuseness allows all black Americans to identify and associate with it and so with each other"

### 1970-talet och framåt
Under 1970-talet och framåt hade skivindustrin och försäljningen av LP-skivor sin storhetstid. Däremot började soulens absolut största fäste att avta. Artister som James Brown och Sly Stone utvecklade till exempel funkmusiken som är kraftigt inspirerad av Soulen och den har även haft kraftiga influenser i all Rhythm and Blues under 1970-,80- och 90-talet. En rad andra uppsjöar av stilar har sprungat ur Soulen, därbland disco och hiphop.

### Idag
Flera subgenrer som ändå definieras som "klassiska soul"-genrer har tagit vid.  Exempel på dessa är: Philadelphia soul, southern soul, Memphis soul, psychedelic soul och northern soul.

## Kännetecken
Soul definieras av så kallad call and response-teknik som även används i gospel, vilket betyder att ledsångaren exempelvis ropar en fras och publiken, kören eller musikerna aktivt svarar. Soulen förknippas även med jazztermen sväng (eng = "groove") vilket kan förklaras som att framförandet är passionerade samt att själva utövandet skapar en "kraft" som får lyssnaren att röra på sig. Många har försökt förklara vad sväng egentligen är, men den flora av olika förklaringar som både musiker och lyssnare ger, antyder att vi inte bedömer graden av sväng genom medveten analys utan genom omedvetna perceptionsprocesser. Det resulterar i att vi får en känsla som går att känna utan att förklara. Soul handlar mycket om att skapa gemenskap genom att tillsammans hitta den "kraften" i musiken. Mycket talar oavsett för att det har samband med ett speciellt sätt att framföra musiken på snarare än en speciell typ av genre.
Soul representerar främst afroamerikansk kultur och har genom historien varit ett genom musik, sammanförande hjälpmedel för afroamerikansk politik och nationalism. 
Vanliga instrument är trummor, piano, elgitarr, bas och blåsinstrument (trumpet, saxofon, trombon) samt sång och kör.

## Artister
- James Brown "Godfather of Soul"
- Aretha Franklin "Queen of Soul"
- Wilson Pickett
- The Temptations
- Joe Tex
- Sam and Dave
- Sam Cooke
- Ray Charles
- Otis Redding
- James Carr:Goldwax Records
- Soul Children:Stax Records
- Johnnie Taylor
- The Dramatics
- Eddie Floyd
- Rufus Thomas
- Carla Thomas
- The O'jays:Philadelphia Int.
- Harold Melvin och The Bluenotes
- Marvin Gaye:Motown
- The Four Tops
- Al Green:Hi Records
- Percy Sledge
- Bill Withers
- Tammi Terrell
- The Isley Brothers
- Diana Ross och The Supremes
- Stevie Wonder
- Booker T. & the M.G.'s
- Barry White
- Solomon Burke
- Patti LaBelle
- Donny Hathaway
- Billy Preston
- Gladys Knight och The Pips
- Martha Reeves
- The Jackson 5
- Isaac Hayes
- Etta James
- Prince
- The Staple Singers
- Irma Thomas
- Michael Jackson
- Alicia Keys
- The Miracles
- Curtis Mayfield
- The Impressions och Willie Mitchell (musiker)

## Svenska soulmusiker
Huvudartikel: Svensk soul
| - Albin Gromer - Aleks - Andreas Aleman - Awa Manneh - Björn Skifs - Christoffer Hiding - Dilba - Dirty Loops - Eric Gadd - Fatima - Ida Sand - Janice | - Jasmine Kara - Kaah - Kim Cesarion - Kristin Amparo - Mapei - Sabina Ddumba - Samuel Ljungblahd - Seinabo Sey - Stephen Simmonds - Tingsek - Titiyo |